# アロイリット酸
アロイリット酸 (aleuritic acid) またはα-アロイリット酸 (α-aleuritic acid) は、シェラックの主成分で、その35%を占める。ムスク合成のための工業原料として用いられる。